# International Kendo Federation
| Portal | Portal:Sport |

International Kendo Federation, forkortet 'FIK', er et international forbund, der organiserer den moderne kendo, der er baseret på Shin-budo.

## Organisation og formål
International Kendo Federation (FIK) organiserer 17 nationale kendoforbund, hvoraf All Japan Kendo Federation (AJKF) er en af medlemmerne af FIK..
Desuden er FIK medlem af General Association of International Sporting Federations (GAISF), nu navngivet SportAccord. FIK er blevet defineret af SportAccord som en sportsorganisation.
Formålet med FIK er at udbrede og udvikle kendo internationalt og fremme den gensidige tillid og venskab blandt dens medlemsorganisationer. Endvidere er FIKs formål, at "Forædle den menneskelige karakter, gennem sværdets metode/vej"

## Konkurrence (shiai)
I sportsturninger (shiai) er der normalt tre ringdommere samt et dommerpanel. Hver ringdommer har et rødt flag og et hvidt flag. Det røde flag henviser til den kendodeltager, som har et rødt bånd bag på ryggen. Det hvide flag henviser til konkurrenten, som har et hvidt bånd bag på ryggen. Når der skal tildeles et point, hæver ringdommeren sit flag, der svarer til farven på den udøver, som har den pågældende farve.
Der scores et point, når mindst to ringdommere er enig om scoringen. Der tildeles kun point, hvis angrebet er udført korrekt med ’ki-ken-tai-itchi’ ("ånd”, sværd og krop skal være til stede på samme tid"). Der kan tildeles point på følgende måder:
Hiki-wake: Konkurrencen erklæres for uafgjort.
Encho: Konkurrencen fortsætter, indtil den ene konkurrent har scoret et point.
Hantei: Vinderen bliver fundet ved, at ringdommerne hæver deres flag for den samme udøver på samme tid.

### Sportskonkurrencer under International Kendo Federation
Kendoverdensmesterskaber er en international kendokonkurrence, der afholdes blandt medlemmerne af International Kendo Federation (FIK).
Verdensmesterskaberne inden for FIK’s regi blev afholdt:
| Nummer | År   | Land                                   |
| ------ | ---- | -------------------------------------- |
| 1.     | 1970 | Tokyo, Japan                           |
| 2.     | 1973 | Los Angeles, United States of America  |
| 3.     | 1976 | Milton Keynes, England, Storbritannien |
| 4.     | 1979 | Sapporo, Japan                         |
| 5.     | 1982 | São Paulo, Brasilien                   |
| 6.     | 1985 | Paris, Frankrig                        |
| 7.     | 1988 | Seoul, Korea                           |
| 8.     | 1991 | Toronto, Canada                        |
| 9.     | 1994 | Paris, Frankrig                        |
| 10.    | 1997 | Kyoto, Japan                           |
| 11.    | 2000 | Santa Clara, United States of America  |
| 12.    | 2003 | Glasgow, Scotland, Storbritannien      |
| 13.    | 2006 | Taipei, Taiwan                         |
| 14.    | 2009 | São Paulo, Brasilien                   |
| 15.    | 2012 | Novara, Italien                        |

Kendoverdensmestre inden for FIK’s regi:
Verdensmesterskaberne inden for FIK blev afholdt:
| År   | 1. plads             | 2. plads            |
| ---- | -------------------- | ------------------- |
| 1970 | M. Kobayashi (Japan) | T. Toba (Japan)     |
| 1973 | T. Sakuragi (Japan)  | H. Yano (Japan)     |
| 1976 | E. Yokoo (Japan)     | K. Ono (Japan)      |
| 1979 | H. Yamada (Japan)    | K. Furukawa (Japan) |
| 1982 | M. Makita (Japan)    | T. Kosaka (Japan)   |
| 1985 | K. Koda (Japan)      | H. Ogawa (Japan)    |
| 1988 | I. Okido (Japan)     | A. Hayashi (Japan)  |
| 1991 | S. Muto (Japan)      | H. Sakta (Japan)    |
| 1994 | H. Takahashi (Japan) | K. Takei (Japan)    |
| 1997 | M. Miyazaki (Japan)  | F. Miyazaki (Japan) |

Kilde: 

## Internationale kendokonkurrencer
Kendo under International Kendo Federation (FIK) kulminerer i internationale sportskonkurrencer, hvor mesterskaberne afholdes primært i de større lande.

### Verdensmesterskab i kendo
Verdensmesterskab i kendo er blevet afholdt hvert tredje år siden 1970. Mesterskaberne bliver arrangeret af International Kendo Federation (FIK) med støtte fra kendoforbundet fra den pågældende værtsnationen.

### Europamesterskab i kendo
Europamesterskab i kendo afholdes hvert år, undtagen i de år, hvor der er en verden mesterskabet (disse forekommer hvert 3. år).

### World Combat Games
International Kendo Federation (FIK) har forpligtet sig til den internationale sportsorganisation SportAccord, omkring sportens integritet. SportAccord erklæring er afgørende for at den grundlæggende karakter af sportslige konkurrence bevares som en ærlig test af færdigheder og kunnen, og at sportsdeltagerne og dommere handler i overensstemmelse med at bevare den sociale og økonomiske værdi i sport. International Kendo Federation (FIK) deltager således i World Combat Games arrangeret af den internationale sportsorganisation, SportAccord.

### Olympisk status
Allerede i starten af 1960'erne var der forudsigelser om, at den moderne kendo kunne blive optaget som en olympisk disciplin. Imidlertid er International Kendo Federation (FIK) endnu ikke optaget som olympisk sportsdisciplin.

## Forebyggelse af doping
Siden den 1. januar 2004 har World Anti-Doping Code været et redskab i harmoniseringen af antidoping i den globale bekæmpelse af doping inden for sport.
International Kendo Federation (FIK) støtter sine medlemmer, herunder Dansk Kendo Forbund som er medlem af FIK, i forvaltningen af anti-doping programmer, der er i overensstemmelse med World Anti-Doping Code. FIK har offentliggjort listen over forbudte stoffer på deres hjemmeside. Til trods for at det er velkendt, at alkohol dulmer nerverne og svækker angsten, er det tilladt at indtage alkohol som beroligende stimulans i forbindelse med sportsturninger inden for kendo. Desuden er det smertestillende medicin, paracetamol, der kan købes i håndkøb, ikke opført på listen over forbudte stoffer.

## Grader og titler
Der anvendes kyu-dan-systemet til graduering. Et system der blev opfundet i år 1883.

## Internationale kendoforbund
Eksempler på andre internationale kendoforbund der organiserer den moderne form for Kendo:
- Dai Nippon Butoku Kai (DNBK)
- International Martial Arts Federation (IMAF)
- All Japan Budo Federation (AJBF)
- International Budokan Kendo Federation (IBKF)